# 스가 마리코
스가 마리코(일본어: 菅 真理子, 1953년 ~ )는 일본의 제99대 내각총리대신인 스가 요시히데의 배우자이다.

## 생애

### 출생과 성장
일본 시즈오카현 시미즈시(현 시즈오카시 시미즈구)에서 태어났다. 출생일은 알려지지 않았지만 2020년 9월 남편인 스가 요시히데가 총리에 취임할 당시 나이가 '67세'라고 알려진 것으로 보아 1953년 전후에 태어난 것으로 추정된다. 부모는 식료품 도매업체를 운영하며 통조림이나 음료수 등을 슈퍼마켓에 납품하는 일을 했다. 그녀는 현지의 공립 중학교가 아닌 시즈오카 대학 교육학부 부속 시즈오카 중학교에 진학했으며, 배구부에 들어가 활동했다.
중학교 졸업 후에는 시즈오카현립 시미즈 히가시 고등학교에 진학했다. 고등학교에서는 궁도(弓道)부에 들어가 활동했다.
고등학교 졸업 후에는 시즈오카 여자대학(현 시즈오카 현립 대학)에 진학했다.

### 대학 졸업 후
중의원 의원이었던 오코노기 히코사부로의 자택에 동생과 함께 얹혀살며 가사도우미로 일했다. 가사도우미로 일하던 도중 오코노기의 비서로 일하던 스가 요시히데와 이어져 결혼까지 하게 되었다. 남편인 스가 요시히데가 1987년 요코하마 시의원 선거에 출마해 당선되어 지방의원 생활을 하는 동안 아내로서 뒷바라지했다. 이후 스가 요시히데가 중의원 의원이 된 후 총리직에 오른 현재까지도 가급적 대중의 눈에 띄지 않으려 하고 있으며, 공식 석상에 모습을 드러내는 일도 드문 편이다. 또 남편이 정치 신인이었을 때는 적극적으로 지원을 해주었지만 이후 정계에 어느 정도 자리를 잡고 나서는 선거 기간에 유세 활동을 할 때만 간간이 도와주는 정도가 되었다고 한다.

### 총리 부인 시기

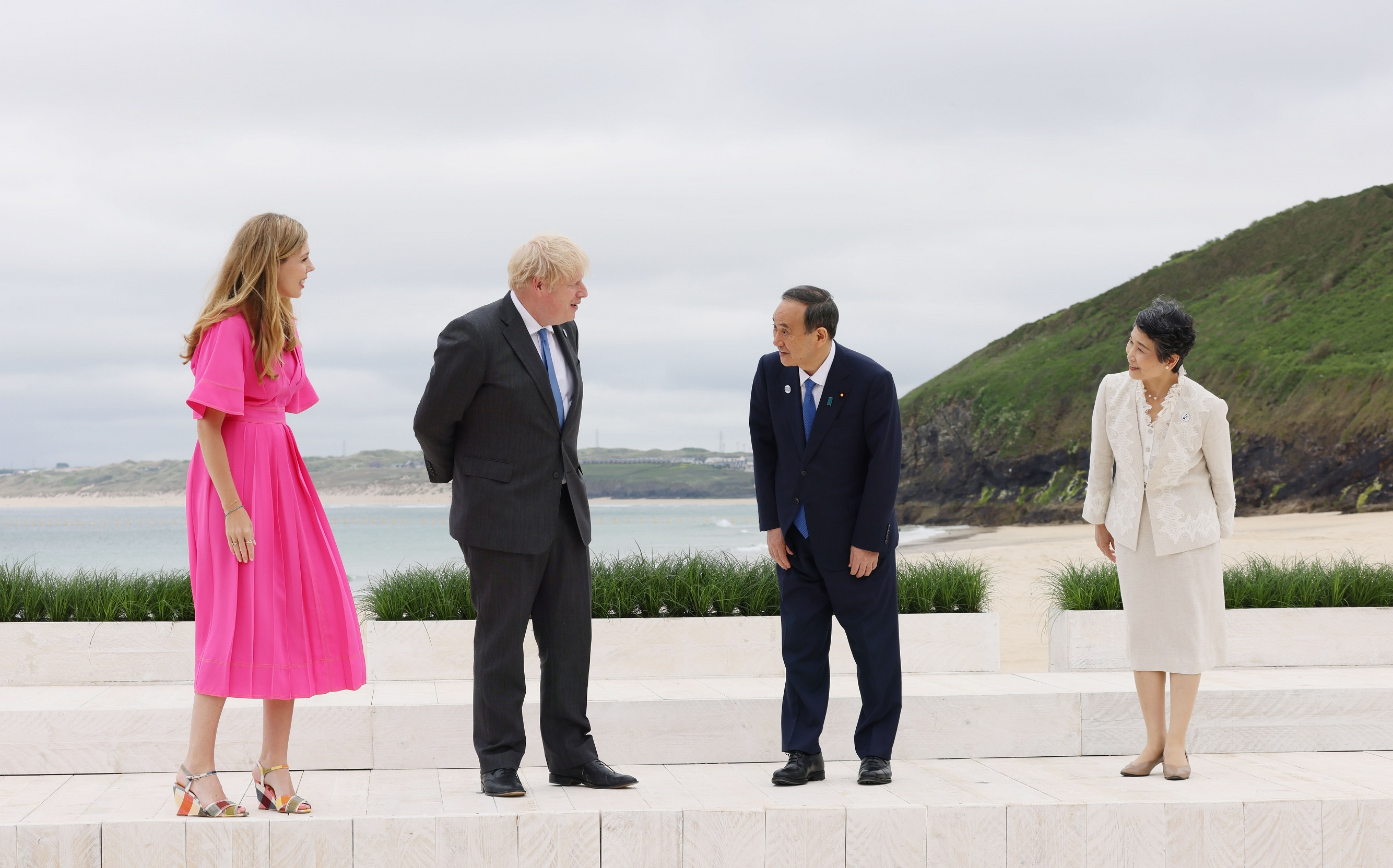
2021년 G7 정상회담에서 영국의 보리스 존슨 총리 부부와 스가 총리 부부

2020년 10월, 남편인 스가 요시히데 총리의 첫 외국 방문인 베트남, 인도네시아 순방에 동행하면서 외교 무대에 데뷔했다.
2021년 6월 영국 콘월에서 열린 주요 7개국(G7) 정상회담에 동행했을 때는 저녁식사 도중 보리스 존슨 영국 총리의 부인인 캐리 여사와 단둘이 대화를 나누었다. 또 스가 총리가 한국의 문재인 대통령과 잠시 대화를 나눈 뒤 다른 곳으로 이동했을 때, 마리코 단독으로 문 대통령 부부와 대화를 나누는 모습이 포착되기도 했다.

## 인물
대중의 시선을 꺼리고 공식 석상에도 거의 등장하지 않았기 때문에 알려진 정보가 극히 적다. 출생일도 알려지지 않았고, 부모에 대한 정보도 거의 없어 결혼 전 성씨가 무엇이었는지도 불명이다. 한편 2020년 9월 스가 요시히데의 총리 취임 직후에 중화인민공화국의 관영 매체인 환구시보가 특집 기사까지 내며 스가 마리코에 대해 관심을 보였지만 정작 본인은 이러한 관심을 탐탁지 않게 여긴 것으로 전해진다. 전반적으로 외부 활동을 좋아하며 적극적으로 공식 석상에 모습을 드러내 온 아베 아키에 전 총리 부인과는 대비된다는 평가다.
1987년 스가 요시히데가 요코하마 시의원이 된 후 스가 부부와 친분을 유지했던 다노이 가즈오 전 요코하마 시의원은 스가 마리코에 대해 "자신의 소양에 입각해 검소하면서도 맑고 깨끗한 모습을 보여주었고, 무엇보다도 웃는 모습이 멋진 여성이었다. 사람들과 교제하는 것이 서투르긴 했지만 확실히 자기 의사를 명확하게 표현할 줄 아는 사람이었다"라고 평가했다. 중학교 시절 마리코를 가르쳤던 교사는 "주제넘게 나서는 편은 아니었지만 본성은 매우 강한 아이였다. 남편에게 할 말은 할 수 있을 만한 성격이다. 단순히 내조하는 게 아닌 남편이 '좋은 파트너'라고 느낄 만한 사람이다"라고 평가했다.
공식 석상에 등장한 적이 거의 없어 언론에서 기사에 넣을 사진을 찾는 것도 어려워했다고 전해진다. 다만 2019년 10월 22일 나루히토 천황의 즉위식 때 아베 신조 총리가 주최하는 만찬에 참석하기 위해 흰색 정장에 진주 목걸이를 두르고 남편인 스가 요시히데와 연회장으로 이동하는 모습이 언론사 카메라에 포착되기도 했다. 내각관방장관 당시 스가 요시히데의 전담기자였던 마에다 요헤이 역시 국회에서 스가 마리코를 우연히 만났지만 부인이라는 사실을 몰랐는데, 그때 마리코가 "스가 장관이 (제게) 대단히 신세를 졌습니다"라고 말하자 부인임을 눈치챘다는 일화가 있다.
스가 요시히데는 민방 TV 프로그램에 출연해 "총재 선거에 출마했을 때 최고의 난적은 마리코였다. 대중의 주목을 받는 게 싫다는 이유로 총재 선거 출마를 계속해서 반대했다. 관방장관 취임 때도 한바탕 다툼이 있었다"라고 말했다. 또 2013년 관방장관 취임 후 스가 요시히데가 관방장관 관저에서 거주하려고 하자 마리코가 매우 싫어했다고 전해진다.